# Greg Sandow
Greg Sandow (sinh ngày 3 tháng 6 năm 1943) là một nhà phê bình âm nhạc và nhà soạn nhạc người Mỹ.

## Tiểu sử
Sandow tốt nghiệp Đại học Harvard, với bằng cử nhân ngành chính phủ. Ông cũng tốt nghiệp Đại học Yale, với bằng thạc sĩ về sáng tác.
Trong nhiều năm, Sandow được biết đến nhiều nhất với tư cách là một nhà phê bình, cả nhạc cổ điển và nhạc pop. Là một nhà phê bình, Sandow đã viết cho The Village Voice vào những năm 1980. Chuyên mục của ông là về nhạc tân cổ điển, mặc dù ông cũng viết về tiết mục dòng nhạc chính thống, thường thách thức các giả định truyền thống về chức năng và ý nghĩa của nó. Trong những năm gần đây và Wall Street Journal, mà ông là người đóng góp thường xuyên suốt trong một thời gian dài. Trong nhạc pop, ông trở thành nhà phê bình nhạc pop chính của tờ Los Angeles Herald-Examiner vào năm 1988, vào năm 1990, gia nhập đội ngũ nhân viên của Entertainment Weekly, mới bắt đầu xuất bản và đây là lần đầu tiên ông trở thành nhà phê bình âm nhạc và sau đó là biên tập viên âm nhạc cấp cao.
Trong những năm làm nhà phê bình, Sandow đã từ bỏ công việc sáng tác, nhưng sau đó lại tiếp tục. Các tác phẩm của ông bao gồm bốn vở opera, một vở dựa trên Frankenstein, âm nhạc mà ông kết hợp vào một phần của dàn nhạc giao hưởng, A Frankenstein Overture, được trình diễn bởi Dàn hợp xướng Pittsburgh  và Dàn hợp xướng Nam Dakota. Những người khác đã trình diễn tác phẩm của ông bao gồm nhóm Fine Arts Quartet, đội hòa tấu St. Luke's Chamber Ensemble, và nghệ sĩ dương cầm Jenny Lin.
Sandow đã xuất hiện trước công chúng khắp nước Mỹ và cả ở nước ngoài, đồng thời cũng thực hiện công việc tư vấn và các dự án đặc biệt khác với các tổ chức âm nhạc cổ điển, bao gồm Dàn nhạc Giao hưởng Cleveland, Dàn nhạc Giao hưởng Pittsburgh và New York Philharmonic. Từ năm 1997, anh ấy đã giảng dạy tại Trường Juilliard với tư cách là thành viên của Khoa Nghiên cứu Sau đại học, và từ năm 2006 đến năm 2009 cũng giảng dạy tại Trường Âm nhạc Eastman, nơi ông đăng đàn diễn thuyết vào năm 2008. Ông thường hay viết blog về tương lai của âm nhạc cổ điển trên trang web ArtsJournal.com.
Sandow còn viết nhiều và say mê nghiên cứu về vật thể bay không xác định, đặc biệt là cho tờ International UFO Reporter, một ấn phẩm hàng quý của Trung tâm Nghiên cứu UFO.
Sandow kết hôn với Anne Midgette, bản thân cô là cựu nhà phê bình nhạc cổ điển cho báo The New York Times và trước đây là trưởng ban phê bình nhạc cổ điển cho tờ The Washington Post.  Sandow dành tặng bài "Quartet for Anne" cho vợ mình.  Họ sống ở Washington, D.C. và Warwick, New York. Họ có với nhau một cậu con trai tên là Rafael Aron Sandow, sinh ngày 15 tháng 10 năm 2011.